# Liste des œuvres de Jean-Paul Sartre
Cette liste présente la bibliographie chronologique des œuvres de Jean-Paul Sartre.
Pour les textes référencés jusqu'en 1969, une description du contenu ainsi que de plus amples informations sur les éditions se trouvent dans Les Écrits de Sartre.

## 1923
- L'Ange du morbide, La Revue sans titre, no. 1, 15 janvier, repris dans Les Écrits de Sartre et Écrits de jeunesse.
- Jésus la Chouette, professeur de province, La Revue sans titre, no. 2 (10 février), 3 (25 février), 4 (10 mars), repris dans Les Écrits de Sartre et Écrits de jeunesse.

## 1927
- « La Théorie de l'État dans la pensée française aujourd'hui », Revue Universitaire Internationale, I, 1er janvier 1927, republié in Revue française de science politique, XLVII, 1, février 1997.

## 1929
- Fragment d'une lettre dans « Enquête auprès des étudiants d'aujourd'hui », Les Nouvelles littéraires, 2 février, repris dans Écrits de jeunesse.

## 1931
- Légende de la vérité, Bifur, no. 8, juin, repris dans Les Écrits de Sartre.
- L'Art cinématographique, brochure Distribution solennelle des prix, Le Havre, repris dans Les Écrits de Sartre.

## 1936
- L'Imagination
- La Transcendance de l'Ego

## 1937
- Le Mur, La Nouvelle Revue française, no. 286, juillet, repris dans Le Mur.

## 1938
- La Nausée
- « Jean-Paul Sartre, romancier philosophe », article interview de Claudine Chonez, Marianne, 23 novembre, repris dans Œuvres romanesques (1982).
- « À qui les lauriers des Goncourt, Fémina, Renaudot, Interallié ? », article interview de Claudine Chonez, Marianne, 7 décembre, repris dans Œuvres romanesques (1982).
- La Chambre, Mesures, no. 1, 15 janvier, repris dans Le Mur.
- « Sartoris par William Faulkner », La Nouvelle Revue française, no. 293, février, repris dans Situations I.
- Intimité, La Nouvelle Revue française, no.299, août, repris dans Le Mur.
- « À propos de John Dos Passos et de 1919 », La Nouvelle Revue française, no. 299, août, repris dans Situations I.
- « Structure intentionnelle de l'image », Revue de métaphysique et de morale, no. 4, octobre, incorporé à L'Imaginaire.
- « La Conspiration par Paul Nizan », La Nouvelle Revue française, no. 302, novembre, repris dans Situations I.
- « Nourritures », Verve, no. 4, 15 novembre, repris dans Les Écrits de Sartre.

## 1939
- Le Mur.
- Esquisse d'une théorie des émotions.
- « Une idée fondamentale de la phénoménologie de Husserl : l'intentionnalité », La Nouvelle Revue française, no. 304, janvier, repris dans Situations I.
- « M. François Mauriac et la liberté », La Nouvelle Revue française, no. 305, février, repris dans Situations I.
- « Denis de Rougemont, L'amour et l'Occident », Europe, no. 198, 15 juin, repris dans Situations I.
- « Elsa Triolet, Bonsoir Thérèse », Europe, 15 février, repris dans Situations I (2010).
- « Vladimir Nabokov, La Méprise », 15 juin, repris dans Situations I.
- « Charles Morgan, Le Fleuve étincelant », Europe, 15 juin, repris dans Les Écrits de Sartre et  Situations I (2010).
- « À propos de Le Bruit et la fureur : la temporalité chez Faulkner », La Nouvelle Revue française, no. 309, juin, repris dans Situations I.
- « Portraits officiels », Verve, nos. 5-6, repris dans Situations I (2010) et Les Écrits de Sartre.
- « Visages », Verve, nos. 5-6, repris dans Situations I (2010) et Les Écrits de Sartre.

## 1940
- L'Imaginaire.
- « M. Jean Giraudoux et la philosophie d'Aristote : À propos de Choix des élues », La Nouvelle Revue française, no. 318, mars, repris dans Situations I.

## 1941
- « Moby Dick d'Herman Melville : Plus qu'un chef-d’œuvre, un formidable monument », Comœdia, no. 1, 21 juin, repris dans Les Écrits de Sartre et Situations I (2010).

## 1942
- « La mort dans l'âme (page de journal) », Exercice du silence, Bruxelles, repris dans Les Écrits de Sartre.

## 1943
- L'Être et le Néant
- Les Mouches
- « Ce que nous dit Jean-Paul Sartre de sa première pièce », interview par Yvon Novy, Comœdia, 24 avril, repris dans Théâtre complet (2005).
- « L'Âge de raison » (fragment), Domaine français, Messages, édition des Trois Collines, Genève-Paris, août, extrait de L'Âge de raison.
- « Explication de L'Étranger », Cahiers du Sud, no. 253, février, repris dans Situations I.
- « Drieu la Rochelle ou la haine de soi », Les Lettres françaises (clandestines), no. 6, avril, repris dans Les Écrits de Sartre et  Situations I (2010).
- « Aminabad ou du fantastique considéré comme un langage », Cahiers du Sud, no. 255, avril, repris dans Situations I.
- « Les Chats », L'Arbalète, no. 7, extrait de L'Âge de raison.
- « Un nouveau mystique », Cahiers du Sud, no. 260, octobre, repris dans Situations I.

## 1944
- Huis clos
- « Préface » parlée à l'enregistrement de Huis clos (1965), Deutsche Grammophon Gesellschaft, repris dans Un théâtre de situations.
- « Hommage à Jean Giraudoux », Comœdia, 5 février, repris dans Les Écrits de Sartre et  Situations I (2010).
- « Aller et retour », Les Cahiers du Sud, no. 264, février, repris dans Situations I.
- « La littérature, cette liberté », Les Lettres française (clandestines), no 15, avril, repris dans Situations I (2010).
- « Un film pour l'après-guerre », Les Lettres française (clandestines), no 15, avril, repris dans Situations I (2010).
- « L'espoir fait l'homme », Les Lettres française (clandestines), no 18, juillet, repris dans Situations I (2010).
- « À propos du Parti pris des choses », Poésie 44, no. 20, juillet-octobre, repris sous le titre « L'Homme et les choses » dans Situations I.
- « Un promeneur dans Paris insurgé », série de sept articles sur la libération de Paris, pour le journal Combat, 28 août - 4 septembre : « L'Insurrection », « Naissance d'une insurrection », « Colère d'une ville », « Toute la ville tire », « Espoirs et angoisse de l'insurrection », « La délivrance est à nos portes », « Un jour de victoire parmi les balles », repris dans Situations I (2010).
- « Pour un théâtre d'engagement – Je ferai une pièce cette année et deux films », interview par Jacques Baratier, Carrefour, no 3, 9 septembre.
- « La République du silence », Les Lettres françaises, no. 20, 9 septembre, repris dans Situations II (1948) et Situations III (2013).
- « 23 septembre 1938 », fragment de Le Sursis, Les Lettres française, 28 octobre.
- « Dullin et l'Espagne », Combat, 8 novembre, repris dans Un théâtre de situations et dans Situations II (2012).
- « Paris sous l'occupation », La France libre, Londres, no. 49, 15 novembre, repris dans Situations III (1949) et Situations II (2012).
- « Lectures de prisonniers », article de Claire Vervin comportant des interviews dont Sartre, Les Lettres française, 2 décembre.
- « Jean-Paul Sartre ou l'interview sans interview », article interview de Pierre Lorquet, Mondes nouveaux, no 2, 21 décembre.
- « À propos de l'existentialisme : Mise au point », Action, no. 17, 29 décembre, repris dans Les Écrits de Sartre.

## 1945
- L'Âge de raison, tome I de Chemins de la liberté.
- Le Sursis, tome II de Chemins de la liberté.
- Participation à « Discussion sur le péché », Dieu vivant, n° 4, repris dans Georges Bataille, Œuvres complètes, VI, Gallimard, Paris, 1973.
- « Un collège spirituel », fragment d'une étude sur Baudelaire, Confluences, n° 1, janvier-février.
- « Une grande revue française à Londres », Combat, 7-8 janvier, repris dans Situations II (2012).
- Reportages aux États-Unis repris dans Situations II (2012) :
  - Série : Les journalistes français aux États-Unis pour Le Figaro :
    - La France vue d'Amérique, Le Figaro, 24 janvier.
- Mr. Sartre explains article, The New York Times, 1er février.
  -     - Victoire du gaullisme, Le Figaro, 25 janvier.
- Le Président Roosevelt dit aux journalistes français son amour de notre pays, Le Figaro, 11-12 mars.
  - Série pour Combat, 2-5 février :
    - Un Français à New York.
    - Jamais les Américains n'ont eu tant d'argent.
    - Les Américains dans le souci.

  - Série pour Combat, 5-9 mars :
    - Déséquilibre aux U.S.A..
    - Deux courants politiques dans les USA de demain : isolationisme contre intervention.
    - Roosevelt et son « brain-trust » envisagent de réformer demain la géographie industrielle des États-Unis.
    - La vallée du miracle.
    - L'échec ou la réussite de l'expérience tentée aux U.S.A. dans le Tennessee influera demain sur la politique américaine.

  - Série sur Hollywood pour Combat, 27 mars - 7 avril :
    - Hollywood 1945.
    - Hollywood 1945 : Comment les Américains font leur films.
    - Hollywood évolue.
    - Un film sur Wilson a apporté des voix à Roosevelt.
    - Hollywood aura demain un concurrent de plus : le Mexique.

  - Série pour Le Figaro : « En cherchant l'âme de l'Amérique », 29-31 mars :
    - Un pays où l'on est jamais seul.
    - Comment on fait un bon Américain.
    - Hors des lignes, point de salut.

  - Série pour Le Figaro : « Villes d'Amérique », reprise partiellement dans Situations III (1949) :
    - Chaque jour, naît une cité. Chaque jour, meurt un village, 6 avril.
    - La Cité. Pour nous c'est un passé, pour eux c'est un avenir, 13 avril.
    - Le passé, ici, ne laisse pas de monument mais seulement des résidus, 14 avril.
    - Seuls quelques Noirs, ici, ont le temps de rêver, 23 avril.

  - Série pour Combat sur les travailleurs américains, 6-14 juin :
    - Les travailleurs américains ne sont pas encore des prolétaires.
    - Les États-Unis pays de colons.
    - La table de l'ouvrier américain n'est pas moins bien garnie que celle de son patron.
    - Hello Jim ! dit l'évêque de Chicago au balayeur d'école. – Hello évêque ! répond le balayeur.
    - Une tristesse faite de fatigue et d'ennui pèse sur les travailleurs américains.
    - Depuis la crise de 1930, le travailleur américain vit dans la crainte de redevenir un jour chômeur.
    - Deux grandes organisations groupent aux USA un tiers des travailleurs : l'A.F.L. avec 5 800 000, le C.I.O. avec 5 200 000.

  - Série pour Le Figaro :
    - Retour des États-Unis. Ce que j'ai appris du problème noir, 16 juin et 30 juillet.
- L'homme ligoté : Notes sur le Journal de Jules Renard, Messages, n° IV, avril, repris dans Situations I.
- New writing in France : The Resistance « taught that literature is no fancy activity independant of politics, Vogue, juillet, repris dans Œuvres romanesques (1982) sous le titre Nouvelles littérature en France.
- Quand Hollywood veut faire penser... Citizen Kane d'Orson Welles, L'Écran français, n° 5, 1er août, repris dans Situations II (2012).
- La libération de Paris : Une semaine d'apocalypse,  Clartés, n° 9, 24 août, repris dans Les Écrits de Sartre et dans Situations II (2012).
- Qu'est-ce qu'un collaborateur ?,  La République française (New York), août et septembre, repris dans Situations III (1949) et Situations II (2012).
- Présentation des Temps Modernes,  Les Temps modernes, n° 1, octobre, repris dans Situations II.
- La fin de la guerre, Les Temps modernes, n° 1, octobre, repris dans Situations III (1949) et Situations II (2012).
- À la Kafka, Les Temps modernes, n° 1, 1er octobre, repris dans Situations II (2012).
- La Nationalisation de la littérature,  Les Temps modernes, n° 2, novembre, repris dans Situations II (2012).
- La Liberté cartésienne, extrait, Labyrinthe (Genève), n° 14, 15 novembre, repris dans Situations II (2012).
- « Qu'est-ce que l'existentialisme ? Bilan d'une offensive », article-interview de Dominique Aury, Les Lettres françaises, 24 novembre.
- Portrait de l'antisémite, Les Temps modernes, n° 3, décembre, repris dans Situations II (2012) et deviendra la première partie de Réflexions sur la question juive.
- « Entretien avec Jean-Paul Sartre », par Christian Grisoli, Paru (Monaco), n° 13, décembre.

## 1946
- L'existentialisme est un humanisme.
- Morts sans sépulture.
- La Putain respectueuse.
- A letter from M. Sartre, The New York Herald Tribune, 20 novembre.
- « Morts sans sépulture n'est pas une pièce sur la Résistance », Combat, 30 octobre.
- « Jean-Paul Sartre va faire ses débuts de metteur en scène avec La Putain respectueuse », interview par Jacques Marcerou, Libération, 30 octobre.
- « La tortue pose le problème de la liberté humaine, nous dit Jean-Paul Sartre », interview par André Warnod, Le Figaro, 1er novembre.
- « Les deux pièces de M. Jean-Paul Sartre », interview par H. K., Le Monde, 5 novembre.
- « Jean-Paul Sartre installe l'existentialisme chez Antoine », interview par Marc Blanquet, Opéra, 6 novembre.
- Réflexions sur la question juive.
- Une lettre de Jean-Paul Sartre, reproduite dans Les Écrits de Sartre.
- Les mobiles de Calder, repris dans Situations III (1949) et Situations II (2012).
- La liberté cartésienne, repris dans Situations I.
- Conversation avec Roger Troisfontaines, in Roger Troisfontaines, Le Choix de J.-P. Sartre, Aubier-Montaigne.
- Sur Miracle de la rose de Jean Genet, reproduit dans Les Écrits de Sartre.
- « À la recherche de l'existentialisme : M. Jean-Paul Sartre s'explique », interview par Jean Duché, Le littéraire, 13 avril.
- Manhattan : the great American desert, repris sous le titre New-York, ville coloniale dans Situations III (1949) et Situations II (2012).
- Forgers of Myths : the young playwrights of France, Theatre Arts, no 6. repris dans Un théâtre de situations sous le titre Forger des mythes.
- Matérialisme et révolution, repris dans Situations III (1949) et Situations II (2012).
- « Alcun domande a Jean Paul Sartre e a Simone de Beauvoir », interview par Franco Fortini, Il Politecnico, juillet-août.
- American Novelists in French Eyes, Atlantic Monthly, vol. 178, no 2, août, repris dans Situations II (2012).
- Présentation [d'un numéro spécial sur les États-Unis], repris dans Situations III (1949) et Situations II (2012).
- « Sartre dans Paris et dans le monde », article-interview de Pierre Berger, Spectateur, 1er octobre.
- La guerre et la peur, reproduit dans Les Écrits de Sartre.
- Écrire pour son époque, reproduit dans Les Écrits de Sartre.
- Jean-Paul Sartre présente Gjon Mili.

## 1947
- Baudelaire.
- Situations I.
- Les jeux sont faits.
- « Les Jeux sont faits ? Tout le contraire d'une pièce existentialiste, nous dit Jean-Paul Sartre », interview par Paul Carrière, Le Figaro, 29 avril.
- La responsabilité de l'écrivain, Les Conférences de l'U.N.E.S.C.O., Fontaine, republié par les éditions Verdier en 1998.
- Lettre-préface à Le Problème moral et la pensée de Sartre de Francis Jeanson.
- Sculptures à n dimensions, introduction à une exposition de David Hare, reproduit dans Les Écrits de Sartre.
- « « Vous nous embêtez avec Faulkner le vieux », disent les Américains », interview par Jean Desternes, Combat, 3 janvier.
- Qu'est-ce que la littérature ?, repris dans Situations II (1948) et Situations III (2013).
- Le processus historique, reproduit dans Les Écrits de Sartre.
- Les Faux Nez, scénario, La Revue du Cinéma, no 6.
- Le cas Nizan, Les Temps Modernes, no 22.
- Déclaration (à propos de la décision prise par le Conseil municipal de Paris de retirer son théâtre à Charles Dullin), Combat, 24 mai.
- A propos de la représentation des Mouches en Allemagne, Verger, no 2.
- Après notre défaite..., reproduit dans Théâtre complet (2005).
- Nick's Bar, New York City, reproduit dans Les Écrits de Sartre.
- Interview sur la question (1939), La Revue juive, no 6-7, reproduit dans Les Écrits de Sartre.
- « Existentialism : À new philosophy – or is it only a word ? », interview par Vincent Brome, Picture Post, 2 août.
- Émissions radiophoniques « La tribune des Temps Modernes » :
  - « A la veille de reprendre ses émissions à la radio, Jean-Paul Sartre déclare à Combat : « Il est nécessaire de faire campagne contre la croyance en la fatalité de la guerre russo-américaine » », interview par Louis Pauwels, Combat, 18 octobre.
  - « De Gaulle et le « gaullisme » vus par Jean-Paul Sartre (et par l'équipe des Temps Modernes) », L'Ordre de Paris, 22 octobre.
  - « Tempête à la radio : J.-P. Sartre répond à Guillain de Bénouville et à Henry Torrès qui avaient refusé un débat contradictoire sur le R.P.F. », article-interview de Louis Pauwels, Combat, 22 octobre.
  - « Mis en cause pour son émission anti-gaulliste d'hier, Sartre m'a dit : « Mon but est d'empêcher les auditeurs d'adhérer à l'un ou l'autre des blocs » », interview, France-Soir, 22 octobre.
  - « Une mise au point de Sartre », Libération, 23 octobre.
  - « J.-P. Sartre parle de l'anticommunisme à la Tribune des Temps modernes », Combat, 28 octobre.
  - « L'émission des Temps modernes a été « interdite ou supprimée »
  - Jean-Paul Sartre répond à ses détracteurs : L'existentialisme et la politique, in Pour et contre l'existentialisme, Édition Atlas.
- Americans and Their Myths, The Nation, New York, 18 octobre.
- Gribouille, La Rue, no 12.
- Pour un théâtre de situations, reproduit dans Les Écrits de Sartre.
- Présence noire, reproduit dans Les Écrits de Sartre.

## 1948
- Les Mains sales.
- Textes et interviews sur « Les Mains sales »
  - « Drame politique puis crime passionnel... Jean-Paul Sartre nous parle de sa prochaine pièce », interview par Guy Dornand, Franc-Tireur, 25 mars.
  - « Peut-on entrer dans un parti quelconque sans se salir les mains ? », nous demande J.-P. Sartre, écrivain « engagé », interview par Claude Outié, L'Aurore, 30 mars.
  - « Quand Cocteau, le poète, met en scène le philosophe J.-P. Sartre », interview par J. B. Jeener, Le Figaro, 30 mars.
  - « Dans Les Mains sales, Jean-Paul Sartre pose le problème de la fin et des moyens », interview par René Guilly, Combat, 31 mars.
  - « Avant la création de Les Mais sales, Jean-Paul Sartre nous dit », interview par René Gordon, L'Ordre, 31 mars.
  - « Demain, au théâtre Antoine, Jean-Paul Sartre prendra position devant le problème de l'engagement politique », interview par Pierre-André Baude, L'Aube, 1er avril.
  - « On joue  en Amérique une pièce de moi dont j'ignore le texte », interview par J.-P. Vivet, Combat, 27-28 novembre.
  - « Author ! Author ? », interview par Roderick MacArthur, Theatre Arts, no 33, mars.
  - « Una intervista a Jean-Paul Sartre », interview par Paolo Caruso, repris dans l'édition italienne, dans Un théâtre de situations et dans Théâtre complet (2005).
  - « Jean-Paul Sartre à Berlin : Discussion autour des Mouches », Verger, vol. I, no 5, reproduit partiellement dans Un théâtre de situations.
- Situations II.
- L'Engrenage.
- Orphée noir, repris dans Situations III.
- Préface à Portrait d'un inconnu de Nathalie Sarraute, repris dans Situations IV.
- Preface to The Respectful Prostitute, Art and Action, repris dans Un théâtre de situations.
- La recherche de l'absolu, article sur Giacometti, repris dans Situations III.
- Conscience et connaissance de soi, repris dans l'édition Vrin : La Transcendance de l’Ego et autres textes phénoménologiques, 2003. [Faux, n'y figure, ni les 3 pages et 2 lignes de l'exposé, ni non plus la discussion qui suivie avec Julien Benda, Hyppolite, Nabert, Parodi et Salzi, soit 43 pages du Bulletin de la Société française de philosophie, d'avril-juin 1948]
- Un émouvant appel de J.-P. Sartre en faveur de la Palestine libre, L'ordre de Paris, 7 avril, aussi sous le titre C'est pour nous tous que sonne le glas, Caliban, no 16, mai.
- « Au président de la République », lettre reproduite dans Les Écrits de Sartre.
- « Entrevistas Jean Paul Sartre », interview par Marcelo Saporta, Insula, no 32, 15 août.
- Texte du programme du ballet « La Rencontre ou Œdipe et le Sphinx » de Boris Kochno, reproduit dans Les Écrits de Sartre.
- Textes en rapport avec le Rassemblement démocratique révolutionnaire :
  - « Appel du Comité pour le Rassemblement Démocratique Révolutionnaire », reproduit dans Les Écrits de Sartre.
  - « La France peut proposer au monde une révolution à faire dans la liberté », interview par Georges Altman, Franc-Tireur, 10 mars.
  - « Les fondateurs du R.D.R. Aux représentants de la presse : « Voici ce que nous sommes et ce que nous voulons... » », Franc-Tireur, 11 mars.
  - Le R.D.R. Et le problème de la liberté, La Pensée socialiste, no 19.
  - La faim au ventre, la liberté au cœur, La Gauche R.D.R, no 1.
  - « Revolutionary democrats », interview par Mary Brunet, New York Herald Tribune (édition Paris), 2 juin.
  - Jeunes d'Europe, unissez-vous ! Faites vous-mêmes votre destin, La Gauche R.D.R., no 3.
  - De partout, aujourd'hui, on veut nous mystifier, La Gauche R.D.R., no 4.
  - Entretien sur la politique avec David Rousset et Gérard Rosenthal, repris dans Entretiens sur la politique.
  - J.-P. Sartre aux Marocains : « Ceux qui vous oppriment, nous oppriment pour les mêmes raisons. », La Gauche, no 8, novembre.
  - Il nous faut la paix pour refaire le monde. Réponse à ceux qui nous appellent « munichois », reproduit dans Les Écrits de Sartre.
  - Il faut que nous menions cette lutte en commun, La Gauche R.D.R, no 10.

## 1949
- La Mort dans l'âme, tome III de Les Chemins de la liberté.
- Situations III.
- Entretiens sur la politique.
- Nourritures, reproduit dans Les Écrits de Sartre.
- « Jean-Paul Sartre reproche à Georg Lukács de ne pas être marxiste », interview par François Erval, Combat, 20 janvier.
- « Pour Lukács la terre ne tourne pas », interview par François Erval, Combat, 3 février.
- Réponse à François Mauriac, Le Figaro littéraire, 7 mai.
- Naissance d'Israël, reproduit dans Les Écrits de Sartre.
- Défense de la culture française par la culture européenne, Politique étrangère, no 3, juin.
- Le Noir et le Blanc aux États-Unis, Combat, 16 juin.
- Jean-Paul Sartre ouvre un dialogue, Peuple du Monde, no 11.
- Présentation du Journal du voleur de Jean Genet, Bulletin de la N.R.F., juillet.
- « J'ai vu à Haïti un peuple noir fier de sa tradition de liberté », récit recueilli par Georges Altman, Franc-Tireur, 21 octobre.
- « Haïti se jette avec passion sur tout ce qui évoque la culture française... et parmi les riches Antilles, cette république noire est la seule à crever de faim. », Franc-Tireur, 22-23 octobre.
- « Haïti vu par Jean-Paul Sartre », Franc-Tireur, 24 octobre.
- Drôle d'amitié, extraits du tome IV de  Les Chemins de la liberté, Les Temps modernes, no 49, reproduit dans Œuvres romanesques (1982).

## 1950
- Les jours de notre vie, écrit par Maurice Merleau-Ponty et signé aussi par Sartre, Les Temps Modernes, janvier, repris sous le titre « L'URSS et les champs » in Maurice Merleau-Ponty, Signes, Gallimard, Paris, 1960.
- Faux savants et faux lièvres ?, repris dans Situations VI.
- Préface à La Fin de l'espoir de Juan Hermanos, repris dans Situations VI.
- Préface à L'Artiste et sa conscience de René Leibowitz, repris dans Situations IV.
- Introduction à Portrait de l'aventurier de Roger Stéphane, repris dans Situations VI.
- Lettre à Georges Courteline, 1912, Le Figaro littéraire, 7 janvier, reproduite dans Les Écrits de Sartre.
- « Sartre de retour d'Afrique », article-interview d'Yves Salgues, Paris-Match, 20 mai.
- Le Cinéma n'est pas une mauvaise école, reproduit dans Les Écrits de Sartre.
- Réponse à un questionnaire : « La neutralité est-elle possible ? », L'Observateur, no 9, 8 juin.
- A propos du Mal, Biblio, no 5, mai-juin, approximativement les pages 33-35 de Saint Genet, comédien et martyr.
- Jean Genet, ou le Bal des Voleurs, série de six articles publiée dans Les Temps modernes, approximativement les pages 49-220 de Saint Genet, comédien et martyr.
- De la vocation d'écrivain, reproduit dans Les Écrits de Sartre.
- The Chances of Peace, extraits d'une lettre-article, The Nation, 30 décembre.
- La vie commence demain, film de Nicole Vedrès, le texte est transcrit dans Les Écrits de Sartre.

## 1951
- Le Diable et le Bon Dieu.
- « Ce que fut la création des Mouches », La Croix, 20 janvier, repris dans Les Écrits de Sartre.
- Interviews sur « Le Diable et le Bon Dieu » :
  - « Jean-Paul Sartre nous présente  Le Diable et le Bon Dieu », interview par Christine de Rivoyre, Le Monde, 31 mai.
  - « Si Dieu existe, nous dit Sartre à propos de sa pièce, le Bien et le Mal sont identiques », interview par Claudine Chonez, L'Observateur, 31 mai.
  - « Le Diable et le Bon Dieu, nous dit Sartre, c'est la même chose... moi je choisis l'homme », interview par Marcel Péju, Samedi-Soir, 2-8 juin.
  - « Dès que deux personnes s'aiment, elles s'aiment contre Dieu », entretien avec Louis-Martin Chauffier, Marcel Haedrich, Georges Sinclair, Roger Grenier et Pierre Berger, Paris-Presse-L'Intransigeant, 7 juin.
  - « Avec  Le Diable et le Bon Dieu c'est une chronique dramatique que veut nous offrir Jean-Paul Sartre », interview par J. B. Jeener, Le Figaro, 23 juin.
  - « Jean-Paul Sartre répond à la critique dramatique et offre un guide au spectateur pour suivre  Le Diable et le Bon Dieu », propos recueillis par Jean Duché, Le Figaro littéraire, 30 juin.
- L'affaire Thorez, Les Temps Modernes, no 63, janvier.
- « Rencontre avec Jean-Paul Sartre », interview par Gabriel d'Aubarède, Les Nouvelles littéraires, 1er février.
- Gide vivant, repris dans Situations IV.

## 1952
- Saint Genet, comédien et martyr.
- Préface aux Guides Nagel pour les éditions : Les Pays nordiques, Danemark, Finlande, Islande, Norvège, Suède.
- « Il n'y a plus de doctrine antisémite », interview, Évidences, no 23, janvier.
- « Il faut rétablir la justice », interview sur l'affaire Henri Martin, par G.-A. Astre, Action, 24 janvier.
- Sommes-nous en démocratie ?, repris dans Situations VI.
- Les Communistes et la Paix (I et II), repris dans Situations VI.
- « Besuch bei Jean-Paul Sartre », interview, Die Presse (Wien), no 28, 12 juillet.
- Un parterre de capucines, repris dans Situations IV.
- Réponse à Albert Camus, repris dans Situations IV.
- « M. Pinay prépare le chemin d'une dictature », Libération, 16 octobre.
- « Ces actes semblent indiquer chez le gouvernement l'intention d'utiliser l'anticommunisme à l'américaine », Ce Soir, 17 octobre.
- Textes se rapportant au Congrès de Vienne :
  - Interview par Paule Boussinot, Défense de la Paix, numéro spécial, décembre.
  - Intervention de M. Jean-Paul Sartre, à la séance d'ouverture le 12 décembre 1952, Congrès des Peuples pour la Paix, no 2, 13 décembre.
  - « Le dialogue est engagé, c'est là le fait le plus chargé de promesse », Ce Soir, 17 décembre.
  - « C'est la première fois que je vois un espoir se dessiner parmi les hommes », interview par Jean Bedel, Libération, 18 décembre.

## 1953
- L'Affaire Henri Martin.
- « Ce que j'ai vu à Vienne, c'est la Paix. », Les Lettres française, 1er-8 janvier.
- Le Congrès de Vienne, Le Monde, 1er janvier, repris dans Les Écrits de Sartre.
- « Jean-Paul Sartre retour du congrès de Vienne : nous avons, l'écrivain soviétique Korneitchouk et moi-même, décidé de poursuivre un dialogue fécond », interview par Régis Bergeron, France-U.R.S.S., no 90, février.
- Mallarmé 1842-1898, repris comme Préface à l'édition Poésies chez Gallimard.
- Venise, de ma fenêtre, repris dans Situations IV.
- Message (en faveur d'André Kedros), Les Lettres française, 29 janvier-5 février.
- Réponse à M. Mauriac, L'Observateur, 19 mars.
- Réponse à Claude Lefort, repris dans Situations VII.
- « La machine infernale », Défense de la Paix, juin.
- Les Animaux malades de la rage, reproduit dans Les Écrits de Sartre.
- « Le devoir d'un intellectuel est de dénoncer l'injustice partout », interview par Serge Montigny, Combat, 31 octobre-1er novembre.

## 1954
- Kean.
- À propos de Kean, programme, théâtre Sarah-Bernhardt, repris dans Les Écrits de Sartre.
- Interview sur « Kean » :
  - « Pourquoi j'ai modernisé Dumas », Le Figaro, 4 novembre.
  - « Jean-Paul Sartre a coupé Kean (la pièce d'Alexandre Dumas) aux mesures de Pierre Brasseur », article-interview de Paul Morelle, Libération, 4 novembre.
  - « Mon adaptation d'Alexandre Dumas ne sera pas une pièce de Jean-Paul Sartre », interview par Jean Carlier, Combat, 5 novembre.
  - « Quand Sartre « rewrite » Dumas pour s'amuser et exaucer Brasseur », article-interview de Jean Duché, Le Figaro littéraire, 7 novembre.
  - « La véritable figure de Kean », interview par Renée Saurel, Les Lettres française, 12-19 novembre.
  - « Kean, c'est tout le drame de l'acteur de génie », Ciné-Club, numéro spécial, avril.
- Préface à D'une Chine à l'autre, repris dans Situations V.
- « Una entrevista con Jean-Paul Sartre », interview par Marcel Saporta, Cuadernos Americanos, vol. LXXIII, no 1, janvier-février.
- Les enfants Rosenberg, Libération, 22 février.
- Opération Kanapa, repris dans Situations VII.
- Les Communistes et la Paix (III), repris dans Situations VI.
- À nos lecteurs, Les Temps modernes, no 102, mai.
- Les boucs émissaires, Libération, 17 mai.
- Les peintures de Giacometti, repris dans Situations IV.
- Julius Fučik, Les Lettres françaises, 17-24 juin, reproduit dans Les Écrits de Sartre.
- [Déclarations de Jean-Paul Sartre aux représentants de la presse soviétique], Literaturnaja Gezeta, Pravda, Moscou, 24 juin.
- La bombe H, une arme contre l'Histoire, Défense de la Paix, no 38, juillet.
- « Les impressions de Jean-Paul Sartre sur son voyage en U.R.S.S. », propos recueillis par Jean Bedel pour Libération :
  - « La liberté de critique est totale en U.R.S.S. et le citoyen soviétique améliore sans cesse sa condition au sein d'une société en progression continuelle. », 15 juillet.
  - « De Dostoïevsky à la littérature contemporaine, un grand débat est ouvert entre les écrivains : pour ou contre le roman héroïque. », 16 juillet.
  - « Ce n'est pas une sinécure d'appartenir à l'élite car elle est soumise à une critique permanente de tous les citoyens. », 17-18 juillet.
  - « Les philosophes soviétiques sont bâtisseurs... le marxisme est pour eux ce que sont pour nous les principes de 89. », 19 juillet.
  - « La Paix par la paix. L'Union soviétique poursuit sa marche vers l'avenir. », 20 juillet.
- Réponse de Sartre à une lettre de Hélène et Pierre Lazareff, Libération, 22 juillet.
- « La coscienza dei francesi », interview, Il Contemporaneo, 31 juillet.
- « Une interview de Jean-Paul Sartre », par Albert-Paul Lentin, France-U.R.S.S., no 107, août.
- L'amitié, seule politique possible, message en décembre 1954 au congrès France-U.R.S.S., France-U.R.S.S., no 112, janvier 1955.

## 1955
- Nekrassov.
- Tableau inédit de Nekrassov : le Bal futurs Fusillés., reproduit dans Les Écrits de Sartre.
- Interviews sur « Nekrassov » :
  - « Avant la création de Nekrassov au théâtre Antoine, Sartre nous dit... », interview par Henry Magnan, Le Monde, 1er juin.
  - « Il n'y a pas de méchants dans Nekrassov », interview par Raphael Valensi, L'Aurore, 7 juin.
  - « Au train où vont les réactions je ne suis pas sûr que ma pièce trouve un public », interview par Serge Montigny, Combat, 7 juin.
  - « Nekrassov n'est pas une pièce à clef », interview par Paul Morelle, Libération, 7 juin.
  - « En dénonçant dans ma nouvelle pièce les procédés de la presse anticommuniste... je veux apporter une contribution d'écrivain à la lutte pour la paix », interview par Guy Leclerc, L'Humanité, 8 juin, reproduite dans Un théâtre de situations.
  - « Avec Jean-Paul Sartre à la veille de Nekrassov », interview par Claudine Chonez, France-Observateur, 9 juin.
  - « La pièce vise des institutions et non des individus », article-interview par J.-F. Rolland, L'Humanité-Dimanche, 19 juin, reproduite dans Un théâtre de situations.
- Discours prononcé à Helsinki le 26 juin 1955 devant l'Assemblée mondiale de la Paix, Assemblée mondiale de la Paix, Helsinki, 22-29 juin 1955, édité par le Secrétariat du Conseil mondial de la Paix.
- La leçon de Stalingrad, France-U.R.S.S. Magazine, avril.
- « Jean-Paul Sartre nous parle de théâtre », entretien avec Bernard Dort, Théâtre populaire, no 15, septembre-octobre, reproduit sous le titre « Théâtre populaire et théâtre bourgeois » dans Un théâtre de situations.
- Ces gens-là nous aiment..., France-U.R.S.S., no 121, octobre.
- « Une soirée à Pékin avec Jean-Paul Sartre et Simone de Beauvoire », article-interview par Paul Tillard, L'Humanité-Dimanche, 23 octobre.
- « Tout dans ce pays est émouvant », interview par Pierre Heeutges, L'Humanité, 1er novembre.
- Mes impressions sur la Chine nouvelle (article traduit en chinois), Jen Minh Jen Pao (Le Quotidien du Peuple, Pékin), 2 novembre.
- La Chine que j'ai vue, France-Observateur, 1er et 8 décembre.
- « Sartre Views the New China », interview par K. S. Karol, New Statesman and Nation, 3 décembre.

## 1956
- Le Réformisme et les fétiches, repris dans Situations VII.
- Réponse à Pierre Naville, repris dans Situations VII.
- Le colonialisme est un système, repris dans Situations V.
- Жан-Поль Сартр [Jean-Paul Sartre], (interview), Teatr, Moscou, janvier.
- (interview par M. N., en serbe), Politika (Belgrade), 25 juillet.
- Les Sorcières de Salem, scénario, Les Lettres françaises, 2-8 août.
- Interventions à un colloque organisé par la Société européenne de Culture à Venise du 25 au 31 mars, Comprendre, (Venise), no 16, septembre.
- « Après Budapest, Sartre parle », interview, L'Express, supplément au numéro 281, 9 novembre.
- Lettre-préface à La Tragédie hongroise ou Une Révolution socialiste antisoviétique de François Fejtö, Éditions de Flore.

## 1957
- Questions de méthode.
- Le Fantôme de Staline, repris dans Situations VII.
- Brecht et les classiques, reproduit dans Les Écrits de Sartre.
- « Vous êtes formidables. », repris dans Situations V.
- « Jean-Paul Sartre on his autobiography », interview par Olivier Todd, The Listener (Londres), 6 juin.
- Marksizm i Egzystencjalizm (traduit par Jerzy Lisowski), Twórczść, vol. XIII, no 4, avril, modifié pour devenir Questions de méthode.
- Réponse à Daniel Guérin, Les Temps modernes, no 142, décembre.
- Portrait du colonisé, précédé du Portrait du colonisateur, par Albert Memmi, repris dans Situations V.
- « Gespräch mit Jean-Paul Sartre », interview par Ingeborg Brandt, Welt am Sonntag (Hambourg), 6 octobre.
- Le Séquestré de Venise, repris dans Situations IV.
- Quand la police frappe les trois coups..., repris dans Situations VII.

## 1958
- Une victoire, repris dans Situations V.
- Des rats et des hommes, repris dans Situations IV.
- Théâtre et cinéma, repris dans Un théâtre de situations.
- Entretien avec Jean Daniel, 13 janvier, repris dans Jean Daniel, Le temps qui reste, Stock, 1973.
- « Le théâtre peut-il absorber l'actualité politique ? Une table ronde avec Sartre, Butor, Vailland, Adamov », France-Observateur, 13 février, repris dans Arthur Adamov, Ici et maintenant, Gallimard, 1964.
- Nous sommes tous des assassins, repris dans Situations V.
- Le Prétendant, repris dans Situations V.
- Conférence de presse du 30 mai sur les violations des droits de l'homme en Algérie, Témoignages et documents sur la guerre d'Algérie, document no 5, numéro spécial, juin.
- Introduction à une critique de la raison dialectique, Voies nouvelles, no 3, juin-juillet, fragment de Critique de la raison dialectique.
- La Constitution du mépris, repris dans Situations V.
- Les Grenouilles qui demandent un roi, repris dans Situations V.

## 1959
- Les Séquestrés d'Altona.
- Interviews sur « Les Séquestrés d'Altona » :
  - « Entretien avec Sartre », par Madeleine Chapsal, L'Express, 10 septembre, repris dans Théâtre complet (2005).
  - « Entretien avec Sartre », par Maria Craipeau, France-Observateur, 10 septembre.
  - « Voici l'histoire des Séquestrés d'Altona », Le Figaro, 11 septembre.
  - « Jean-Paul Sartre fait sa rentrée après quatre ans de retraite », interview par Pierre Berger, Paris-Journal, 12 septembre.
  - « Sartre fait sa rentrée au théâtre (de la Renaissance) avec une pièce sur les séquelles de la défaite allemande », interview par Jacqueline Fabre, Libération, 14 septembre.
  - « À propos des Séquestrés d'Altona, Jean-Paul Sartre nous dit : « On ne peut émouvoir qu'avec de vrais problèmes... » », interview par Georges Léon, L'Humanité, 16 septembre.
  - « Deux heures avec Sartre », entretien avec Robert Kanters, L'Express, 17 septembre, repris sous le titre « L'auteur, l'œuvre et le public » dans Un théâtre de situations.
  - « Entretien avec Jean-Paul Sartre », par Charles Haroche, France nouvelle, 17 septembre, repris dans Théâtre complet (2005).
  - « Les Séquestrés d'Altona. Jean-Paul Sartre : « Il ne s'agit ni d'une pièce politique... ni d'une pièce à thèse » », interview par Claude Sarraute, Le Monde, 17 septembre.
  - « Jean-Paul Sartre : « Frantz non plus n'était pas nazi » », interview par Jacqueline Autrusseau, Les Lettres françaises, 17-23 septembre.
  - « À la veille de la première des Séquestrés d'Altona, Jean-Paul Sartre fait le point », interview par Claudine Chonez, Libération, 21 septembre.
  - « Les Séquestré d'Altona nous concernent tous », entretien avec Bernard Dort, Théâtre populaire, no 36, 4e trimestre, repris dans Un théâtre de situations et Théâtre complet (2005).
  - « Wir alle sind Luthers Opfer », interview par Walter Busse et Günther Steffen, Der Spiegel (Hambourg), no 20, 11 mai, repris sous le titre « Nous sommes tous des victimes de Luther » dans Un théâtre de situations et Théâtre complet (2005).
- Marxisme et philosophie de l'existence, lettre publiée dans Roger Garaudy, Perspectives de l'homme : existentialisme, pensée catholique, marxisme, P.U.F., 1959.
- « Interview de Sartre », par Francis Jeanson, Vérités pour... (mensuel clandestin), no 9, 2 juin, reproduit dans Les Écrits de Sartre.
- « Jean-Paul Sartre spiega la crisi della gioventu di oggi », article-interview de Costanzo Costantini, Il Messagero di Roma, 25 août.
- Présentation de l'exposition Francine Gaillart-Risler, présentation du catalogue de l'exposition : Décors et costumes de Francine Gaillart-Risler, Chez Dominique, novembre.

## 1960
- Critique de la raison dialectique I : Théorie des ensembles pratiques
- Avant-propos à Aden Arabie de Paul Nizan, repris dans Situations IV.
- « Jean-Paul Sartre », interview par Madeleine Chapsal,  Madelaine Chapsal, Les Écrivains en personne, Juillard, repris sous le titre « Les écrivains en personne » dans Situations IX.
- « Entretiens avec Jean-Paul Sartre », par Alain Koehler, Perspective du Théâtre, no  3, 4, mars, avril, repris dans Un théâtre de situations et Théâtre complet (2005).
- De « La Nausée » aux « Séquestrés » Jean-Paul Sartre répond aux jeunes, L'Express. 3 mars.
- Textes résultant du voyage à Cuba :
  - « Sartre y Beauvoir por la Provincia d'Oriente », article-interview de Lisandro Otero, Revolución, 27 février.
  - Interview du 11 mars, agence cubaine Prensa Latina.
  - « Cuba es una democratia directa », Revolución, 11 mars.
  - « Discussion avec les étudiants de l'Université de La Havanne », Revolución, 15 mars.
  - Ideología y revolución, Lunes de 'Revolución, no 51, 21 mars.
  - « Sartre conversa con los intellectuales cubanos en la casa de Lunes », Lunes de 'Revolución, no 51, 21 mars.
  - Conférence de presse tenue à New York, compte rendu dans France-Observateur, 24 mars.
  - Ouragan sur le sucre : un grand reportage à Cuba de Jean-Paul Sartre sur Fidel Castro, série de seize articles, France-Soir, 28 juin-15 juillet :
    - Des torrents de lumière électrique..., 28 juin.
    - Ils étaient quatre-vingt..., 29 juin.
    - C'est la fortune ! Les U.S.A. Décident..., 30 juin.
    - Sur 100 cubains, 45 illettrés..., 1er juillet.
    - « Ça ne peut plus durer »..., 2 juillet.
    - Cachés dans la montagne..., 3-4 juillet.
    - Sept fois..., 5 juillet.
    - Remettez Dieu..., 6 juillet.
    - Les potentats du sucre..., 7 juillet.
    - Les Cubains sont pressés..., 8 juillet.
    - Pas de vieux au pouvoir..., 9 juillet.
    - Venez de bonne heure..., 10-11 juillet.
    - La barbe et les cheveux..., 12 juillet.
    - Ce colosse couché..., 13 juillet.
    - « Fidel, donne-moi... », 14 juillet.
    - De belles jeunes filles..., 15 juillet.

  - Sartre visita a Cuba, (recueil) Ediciones R., La Havanne, 1960.
  - « Cuba, la révolution exemplaire », interview par Jean Zigler, Dire (Genève), no 4, août.
- Albert Camus, repris dans Situations IV.
- « Les Grands Contemporains à la Recherche d'un Absolu – no 1 – Jean-Paul Sartre et les jeunes », interview par Patrice Cournot, Le Semeur, no 7-8, février.
- « Sartre 1960 – Entretien avec Jean-Paul Sartre », interview par Jacques-Alain Miller, Les Cahiers libres de la Jeunesse, no 1, 15 février.
- Jean-Paul Sartre vous présente Soledad, reproduite dans Les Écrits de Sartre.
- L'artiste est un suspect..., repris dans Situations IV.
- Un texte inédit de Sartre, Premières, XIe année, no 9, juin, repris sous le titre « Théâtre épique et théâtre dramatique » dans Un théâtre de situations.
- « Jeunesse et guerre d'Algérie », entretien avec K. S. Karol, Vérité-Liberté, no 3, juillet-août.
- « M. Jean-Paul Sartre dresse un parallèle entre Cuba et l'Algérie », Le Monde, 1er septembre.
- Lettre au tribunal militaire lors du « procès Jeanson », Le Monde, 22 septembre, écrite par Claude Lanzmann et Pierre Péju sur des indications de Sartre.
- Conférence de presse du 1er décembre, compte rendu dans Libération, 2 décembre.
- Fragments de lettres et de textes divers, Simone de Beauvoir, La Force de l'Âge.

## 1961
- Préface à Les Damnés de la terre de Frantz Fanon, repris dans Situations V.
- La peinture sans privilèges, repris dans Situations IV.
- « Entervista concedida ao Instituto Brasileiro de Filosofia Secçao do Ciará », Revista Filosofica do Nordeste (Fortaleze), no 2.
- « L'analyse du référendum », interview, repris dans Situations V.
- « Entretien avec Jean-Paul Sartre », interview par Deville, Arrieux, Labre, La Voie communiste, nouvelle série, no 20, février.
- « An interview with Jean-Paul Sartre », par Oreste F. Pucciani, Tulane Drama Review, vol. 5, no 3, mars, extraits dans Théâtre complet (2005).
- « L'assaut contre Castro », interview, L'Express, 20 avril.
- « Comment faire face au terrorisme », entretien avec Gilles Martinet, France-Observateur, 18 mai.
- « Sartre talks to Tynan », interview par Kenneth Tynan, The Observer (Londres), 18 juin, repris sous le titre « Entretien avec Kenneth Tynan » dans Un théâtre de situations.
- « Une génération spontanée d'alexandrins », propos rapportés dans un article intitulé « Cinq écrivains racontent leur expérience de la drogue », Arts, 14-21 juin.
- Merleau-Ponty vivant, repris dans Situations IV.
- « Una nuova generazione è apparse rinasce con essa la fiducia nelle libertà », interview par Ugo d'Ascia, Avanti (Rome), 16 décembre.

## 1962
- Bariona, ou le Fils du tonnerre (1940), Atelier Anjou-copies, édition hors commerce, repris dans Les Écrits de Sartre et Théâtre complet (2005).
- Participation à un débat sur la dialectique, Marxisme et existentialisme : Controverse sur la dialectique par Jean-Paul Sartre, Roger Garaudy, Jean Hyppolite, Jean-Pierre Vigier, Jean Orcel, Plon.
- « An interview with Jean-Paul Sartre », article-interview par Ryo Tanaka, en japonais dans Sekai Magazine, mars et en anglais dans Orient/West : Today's Japan, mai.
- « Entretien avec Jean-Paul Sartre », interview par Jean-Paul Naury (pseudonyme de Michel-Antoine Burnier), Tribune étudiante, no 5-6, janvier-février.
- « Répondre à la violence par la violence ? », débat entre Jean-Paul Sartre, Laurent Schwartz, Serge Mallet, Gilles Martinet, etc., France-Observateur, 1er février.
- Intervention aux assises de la Ligue d'Action pour le Rassemblement antifasciste, 11 février, Bulletin intérieur du F.A.C., no 1, février-mars.
- « Quick spricht mit Sartre », Quick (Munich), 31 mars.
- Les Somnanbules, repris dans Situations V.
- « Bilan et perspectives de la lutte antifasciste », interview par Simon Blumenthal et Gérard Spitzer, La Voie communiste, nouvelle série, no 29, juin-juillet.
- Réponse de Sartre à une lettre de Marcel Péju dans « Correspondance », Les Temps modernes, no 194, juillet.
- La démilitarisation de la culture, repris incomplètement dans Situations VII.
- Lettere di Sartre a L'Unità, repris sous le titre Discussion sur la critique à propos de L'enfance d'Ivan, dans Situations VII.
- [Interview après six ans], Teatr, Moscou, septembre.
- La guerra fredda e l'unità della cultura, Rinascita (Rome), no 23, 13 octobre.
- « Deux heures avec Jean-Paul Sartre », article-interview de D. Guendline et S. Razgonov, La Culture et la Vie (mensuel publié en français à Moscou), no 9, septembre.
- « Encounter with Jean-Paul Sartre », article-interview de László Róbert, The New Hungarian Quarterly (Budapest), vol. III, no 8, octobre-décembre.

## 1963
- Les Mots
- Ot avtora, préface à la traduction russe de Les Mots, reprise dans l'édition pléiade Les Mots et autres écrits autobiographique.
- [Écrivains du monde, asseyons-nous autour de la table !], Liternaturnaja Gazeta, Moscou, 15 janvier.
- Doigts et non-doigts, repris dans Situations IV.
- Préface à La pensée politique de Patrice Lumumba, repris dans Situations V.
- Le cinéma nous donne sa première tragédie : Les Abysses, reproduit dans Les Écrits de Sartre.
- Nel sangue di Grimau l'unità della Spagna, Rinascita (Rome), 27 avril, texte français sous le titre Grimau, Libération, 27-28 avril.
- « Coesistenza pacifica e confronto delle idee », interview, Rinascita (Rome), no 35, 7 septembre.
- Fragments de lettres et de textes divers, Simone de Beauvoir, La force des choses.
- Une lettre de J.-P. Sartre (adressée à Maria Craipeau), France-Observateur, 12 décembre.
- Un bilancio, un preludio, L'Europa Letteraria, vol. IV, no 22-24, texte français sous le titre « Un bilan, un prélude », Esprit, no 329, juillet 1964.

## 1964
- Situations IV.
- Situations V.
- Situations VI.
- Qu'est-ce que la littérature ?.
- Determinazione e libertà, extraits dans La Rinascita, texte français dans Les Écrits de Sartre.
- « Incontro con Jean-Paul Sartre », interview de mars ou avril pour la sortie de Il filosofo e la politica.
- Foreword (lettre-préface) à Reason and Violence, Ronald Laing et David Cooper, Reason and Violence, Londres.
- « La culture en question », interview, 21 X 27 (L'Étudiant de France), no 5, février.
- « Entretien avec Jean-Paul Sartre », interview, Philo-Observateur, no 4, mars.
- « Sartre parle... », interview par Yves Buin, Clareté, no 55, mars-avril.
- Interview à un représentant de l'A.P.S., Le Monde, 15 avril.
- « Jean Paul Sartre s'explique sur Les Mots », interview par Jacqueline Piatier, Le Monde, 18 avril.
- « Jean-Paul Sartre et Zola », lettre à Jacqueline Piatier, Le Monde, 25 avril.
- « Ein Sartre Interview », interview par Jean Guitron de 1951 à propos de Le Diable et le bon Dieu, Frankfurter Rundschau, 23 mai.
- « Entretien à Prague sur la notion de décadence », La Nouvelle Critique, no 156-157, juin-juillet.
- Déclaration à la mort de Maurice Thorez, L'Humanité, 16 juillet, repris dans Les Écrits de Sartre.
- Palmiro Togliatti, L'Unità, 30 août, texte français dans Les Temps modernes, no 221, octobre et dans Situations IX.
- Textes relatifs au refus du prix Nobel :
  - L'écrivain doit refuser de se laisser transformer en institution, Le Monde, 24 octobre, reproduit dans Les Écrits de Sartre.
  - « Sartre nous explique son refus », interview par N. L. Kemski, Paris-Presse-L'Intransigeant, 24 octobre.
  - « L'Alibi », interview, Le Nouvel Observateur, no 1, 19 novembre, repris dans Situations VIII.
  - Message de Sartre à la soirée d'hommage à Nazim Hikmet organisée par Les Lettres française, Les Lettres françaises, 10-16 décembre.

## 1965
- Les Troyennes.
- « Les Troyennes : Jean-Paul Sartre s'explique », propos recueillis par Bernard Pingaud, Bref, no 83, février, repris dans Un théâtre de situations et Théâtre complet (2005).
- Interview sur Les Troyennes par Gisèle Halimi, Nin (Belgrade), 28 mars.
- Situations VII.
- Que peut la littérature ?, intervention à un débat, 10/18.
- Interview (en tchèque) par Antonin J. Liehem, in Rozhovor, Prague.
- « Sartre non va in U.S.A. », interview par Maria Macciocchi, L'Unità, 19 mars.
- « Pourquoi je refuse d'aller aux États-Unis / Il n'y a plus de dialogue possible », interview, Le Nouvel Observateur, 1er avril, repris dans Situations VIII.
- Sartre répond (à une lettre de D. I. Grossvogel), Le Nouvel Observateur, 8 avril, repris dans Situations VIII.
- Sia l'Europa a imporre agli U.S.A. Il negoziato, message, L'Unità, 18 avril.
- « Culture de poche et culture de masse », propos recueillis par Bernard Pingaud, Les Temps modernes, no 228, mai.
- « Playboy interview : Jean-Paul Sartre », interview par Madeleine Gobeil, Playboy (Chicago), no 5, mai.
- « Up all night », The Nation, 31 mai.
- « Refusons le chantage », interview, Le Nouvel Observateur, 17 juin, repris dans Situations VIII.
- « Achever la gauche ou la guérir ? », interview, Le Nouvel Observateur, 24 juin, repris dans Situations VIII.
- « Sartre talks of Beauvoir », interview par Madeleine Gobeil, Vogue, no 146, juillet, repris dans Serge Julienne-Caffié, Simone de Beauvoir, Gallimard, 1966.
- « Was sich für uns in Viet-nam entscheidet - Rede vor dem Weltfriedenskongress in Helsinki 16. Juli. 1965 », Sonntag, Berlin, juillet.
- « Sartre, Vilar, François Périer et « Le Théâtre Vivant » : Des projets explosifs, Les Nouvelles littéraires, 1er juillet.
- « L'écrivain et sa langue », Revue d'Esthétique », t. XVIII, fasc. III-IV, juillet-décembre, repris dans Situations IX.
  - La question, texte du programme de la reprise au théâtre de l'Athénée, Théâtre vivant, septembre, repris dans Un théâtre de situations.
- « Conversaciòn con Jean-Paul Sartre », interview par Jorge Semprún, Cuadernos de ruedo ibérico, Paris, octobre-novembre.
- Avant-garde ? de quoi et de qui ?, Le Nouvel Observateur, 20-26 octobre.
- Interview politique donnée à Paris à Mikis Theodorakis, parue le 9 novembre dans plusieurs quotidiens d'Athènes.
- « Les circonstances imposent de voter pour François Mitterrand », communiqué, Le Monde, 4 décembre.
- « Le choc en retour », Le Nouvel Observateur, 8-14 décembre.

## 1966
- L'universel singulier, in Kierkegaard vivant, Gallimard, repris dans Situations IX.
- Communication au colloque « Morale et société » organisé par l'Institut Gramsci à Rome, reproduit dans Les Écrits de Sartre.
- « Entretien avec Jean-Paul Sartre », par Léonce Peillard, Biblio et Livres de France, 17e année, no 1, janvier.
- Père et fils, extrait du « Flaubert », Biblio et Livres de France, 17e année, no 1, janvier.
- La conscience de classe chez Flaubert, Les Temps modernes, no 240 et 241, mai et juin.
- Flaubert : du poète à l'Artiste, Les Temps modernes, n 243, 244, 245, août, septembre, octobre.
- « Entretien sur l'anthropologie », Cahiers de Philosophie, no 2-3, février, repris dans Situations IX.
- Préface à La Promenade du dimanche de George Michel, Bref, no 99, octobre.
- Les Mouches, à la mémoire de Dullin, Cahier Charles Dullin, II, repris dans Un théâtre de situations.
- « I poteri dell'intellettuale », interview télévisée par Carlo Bo, L'Approdo Letterario, année XII, no 34, avril-juin.
- A message from Jean-Paul Sartre to American Peace-workers, PACS News, no 1, été.
- « Samoie glavnoie dlia menia – eto dieistvie » (Ce qui est le plus important pour moi, c'est d'agir), article-interview en russe, Inostranaia Literatura (Moscou), no 9, septembre.
- Le rôle de l'intellectuel, texte en japonais, Asahi Janaru, vol. 2, no 42, octobre.
- Saint Georges et le dragon, L'Arc, no 30, octobre, repris dans Situations IX.
- « Jean-Paul Sartre répond », entretien avec Bernard Pingaud, L'Arc, no 30, octobre.
- Un cancer en Afrique..., Christianisme social, vol. 74, no 11-12.

## 1967
- Un soleil, un Viêt-Nam, avec des lithographie de Matta, in-folio, édité par Comité Vietnam national.
- À qui rêve la demoiselle, in Jean-Paul Leroux et Michel Chrestien, Le livre blanc de l'humour noir, Éd. La pensée moderne.
- « Mythe et réalité du théâtre », Le Point, janvier, repris dans Un théâtre de situations.
- Imperialist morality, interview par Perry Anderson, Ronald Fraser et Quintin Hoare, New Left Review, I/41, janvier-février.
- « Une structure du langage », interview par Jean-Claude Garot, Le Point, no 8, février.
- « L'Agression de Georges Michel », interview par Nicole Zand, Bref, no 103, février-mars.
- Textes relatifs au problème israélo-arabe :
  - Interview donnée à Al Ahram (en arabe), Al Ahram (Le Caire), 25 décembre 1965.
  - Interview donnée à Al Hamishar, par Simha Flapan, Al Hamishar (journal du MAPAM israélien), 1966, reproduit sous le titre « Jean-Paul Sartre et le sproblèmes de notre temps » dans Cahiers Bernard Lazare, 1966.
  - Interview donnée à Al Ba'ath, Al Ba'ath (hebdomadaire syrien), février 1966.
  - Lettre ouverte au journal Al Ahram, Al Ahram, 25 février.
  - « Jean-Paul Sartre et Simone de Beauvoir en Israël », Cahiers Bernard Lazare, no 10, mai.
  - Pour la vérité, Les Temps modernes, no 253 bis, juin.
  - Interview sur Israël par Jigal Arci, Literarni Novini (Prague), 15 avril.
- Textes relatifs au Tribunal Russell :
  - « Le Crime », interview, Le Nouvel Observateur, 30 novembre-6 décembre, repris dans Situations VIII.
  - Lettre au Président de la République, Le Monde, 25 avril, repris dans Situations VIII.
  - « Sartre à de Gaulle », interview, Le Nouvel Observateur, 26 avril-3 mai, repris dans Situations VIII.
  - Discours inaugural prononcé le 2 mai 1967 à Stockholm, Tribunal Russell : Le jugement de Stockholm, Gallimard, repris dans Situations VIII.
  - « Réponse à Dean Rusk », Tribunal Russell : Le jugement de Stockholm, Gallimard.
  - « Douze homme sans colère », interview par Serge Lafaurie, Le Nouvel Observateur, 24-30 mai, repris dans Situations VIII.
  - Déclaration à la séance d'ouverture de la seconde session du tribunal Russell le 20 novembre 1967 à Roskilde, repris dans Tribunal Russell 2 : Le jugement final, Gallimard, 1968.
  - « Le Génocide », interview par Serge Lafaurie, Le Nouvel Observateur, 6-12 décembre.
  - Le Génocide, repris dans Tribunal Russell 2 : Le jugement final, Gallimard, 1968, repris dans Situations VIII.
  - De Nuremberg à Stockholm, Tricontinental, no 3, novembre-décembre, repris dans Situations VIII.
- Texte de présentation de l'exposition de Roger Pic, « Photographie du Vietnam en guerre », Catalogue de l'exposition 22 juin-27 juillet, repris en Préface à Roger Pic, Au Cœur du Vietnam, Maspero, 1968.
- « Jean-Paul Sartre », interview en serbe par Kommen Becirovic, Nin / Politika (Belgrade), 2 juillet.
- « Théoricien en Bolivie ! », Le Point, Bruxelles, juillet.
- Intervention au meeting pour Régis Debray à la Mutualité le 30 mai 1967, repris dans Le Procès de Régis Debray, Maspero, 1968.
- « Vogliono assassinare Debray. Dobbiamo impedirlo », interview par Adolfo Chiesi, Paese Sera (Rome), 2 septembre.
- « Sartre e De Beauvoir in memoria du Ilia Ehrenburg », L'Unità, 3 septembre, reproduit dans Les Écrits de Sartre.
- « Entretien avec Jean-Paul Sartre », par Françoise Gilles, Combat, 8 septembre.
- Extrait d'une lettre à Régis Debray, Le Monde, 11 octobre.
- Conférence de presse sur le film Le Mur au festival de Venise le 5 septembre 1967, Jeune Cinéma, no 25, octobre, repris dans Œuvres romanesques (1981).
- « Jean-Paul Sartre parle du « Mur » », Le Nouvel Observateur, 1er-7 novembre.
- L'universel singulier, texte sur Carlo Levi, Galleria (Caltanissetta, Sicile), année XVII, no 3-6, mai-décembre.

## 1968
- « L'intellectuel face à la révolution », propos recueillis par Jean-Claude Garot, Le Point (Bruxelles), no 13, janvier.
- Correspondance (réponse à une lettre de Francis Jeanson, Les Temps modernes, no 260, janvier.
- Interview à l'occasion du Congrès culturel de La Havane, Granma (La Havane), janvier.
- Message, Granma, 21 janvier.
- « Ich bin nicht gegen die Amerikaner, ich bin für Vietnam », Konkret, Hambourg.
- « Le théâtre de A jusqu'à Z : Jean-Paul Sartre », interview par Paul-Louis Mignon, L'Avant-Scène Théâtre, no 402-403 (spécial Sartre), 1er-15 mai.
- Interviews et textes en relation avec les événements de mai-juin 1968 :
  - [Manifeste], Le Monde, 10 mai, signé aussi par Maurice Blanchot, André Gorz, Jacques Lacan, Henri Lefebvre, Georges Michel, Maurice Nadeau, repris dans Les Écrits de Sartre.
  - Interview par Françoise Gilles sur la révolte étudiante, diffusée par Radio-Luxembourg, 12 mai, édité sous forme de tract par l'U.N.E.F.
  - « L'imagination au pouvoir. Entretien de Jean-Paul Sartre avec Daniel Cohn-Bendit », Le Nouvel Observateur, supplément spécial, 20 mai.
  - Déclaration devant les étudiants dans le grand amphithéâtre de la Sorbonne occupée, 20 mai, diffusé sous forme de tract, traduction intégrale dans le journal yougoslave Politika, juin.
  - « M. Jean-Paul Sartre à la Sorbonne », Le Monde, 22 mai.
  - « Les Bastilles de Raymond Aron », propos recueillis par Serge Lafaurie, Le Nouvel Observateur, 19-25 juin, repris dans Situations VIII.
  - « L'idée neuve de mai 1968 », propos recueillis par Serge Lafaurie, Le Nouvel Observateur, 26 juin-2 juillet, repris dans Situations VIII.
  - « Die Revolution kommt wieder nacht Deutschland », interview par Gustav Stern, Georg Wolff et Dieter Wild, Der Spiegel (Hambourg), 15 juillet, version française dans Les communistes ont peur de la révolution, éditions John Didier, 1969 et dans Situations VIII.
  - Interview sur la révolte étudiante, donnée à Bologne en août, L'Espresso (Milan).
- « Sartre sulla Mostra di Venezia », table ronde avec Alfredo Angeli, Roberto Faenza, Ugo Gregoretti et Franco Solinas, Paese Sera (Rome), 21 août.
- « Jean-Paul Sartre sui fatti de Praga », interview par Oretta Bongarzoni, Paese Sera, 25 août.
- « Sur les sphères d'influence », lettre collective signée par Bertrand Russell, Laurent Schwartz et Vladimir Dedijer, Le Monde, 17 octobre.
- Il n'y a pas de bon gaullisme..., Le Nouvel Observateur, 4-10 novembre, repris dans Situations VIII.
- « J'ai pensé à un pays où on ne pourrait vraiment rien faire d'autre », propos recueillis par Bernard Pingaud, Théâtre de la Ville / Journal, no 2, novembre, repris dans Un théâtre de situations.
- Interview donnée à Prague à un représentant de l'A.F.P., citée dans Le Monde, 3 décembre.
- Courte déclaration faite à un journal de Prague, Svobodne Slovo, 29 ou 30 novembre.
- Interview sur le conflit israélo-arabe, revue trimestrielle italienne, fin 1968.

## 1969
- Les communistes ont peur de la révolution, Éditions John Didier, reprise de deux interviews.
- « Le Mur » au lycée, Le Monde, 18 janvier, repris dans Situations VIII.
- Israël, la gauche et les Arabes, Quaderni del Medio Oriente, janvier, repris dans Situations VIII.
- « Un Juif d'Israël a le droit de rester dans sa patrie. En vertu du même principe, un Palestinien a le droit d'y rentrer », interview par Claudine Chonez, Le Fait public, no 3, février, repris dans Situations VIII.
- « La jeunesse piégée », propos recueillis par Serge Lafaurie, Le Nouvel Observateur, 17-23 mars, repris dans Situations VIII.
- « Aujourd'hui plus que jamais – l'engagement », article-interview par Dagmar Steinova, La Vie tchécoslovaque, mars.
- L'Homme au magnétophone, Les Temps modernes, no 274, avril, repris dans Situations IX.
- Défendez-vous, allocution, Complexe (Anvers), no 4, juillet.
- Présentation (dossier sur la Grèce), Les Temps modernes, no 276bis, août.
- « La Luna : una vittoria o una trappola ? », interview par Augusto Marcelli, Paese Sera (Rome), 30 août.
- « Classe e partito. Il rischio della spontaneità, la logica dell'istituzione », entretien, Il Manifesto (Bari), no 4, septembre, repris sous le titre « Masses, spontanéité, parti » dans Situations VIII.
- Itinerary of a thought, interview par Perry Anderson, Ronald Fraser et Quintin Hoare, New Left Review, I/58, novembre-décembre, reproduite partiellement dans Situations IX.

## 1970
- Le socialisme qui venait du froid, préface à Antonin Liehm, Trois générations, Gallimard, repris dans Situations VIII (2023) et Situations IX (1972).
- Je - Tu - Il, préface à André Puig, L'inachevé, Gallimard, repris dans Situations IX.
- Sartre par Sartre, Le Nouvel observateur, no 272, 26 janvier, (traduction partielle de l'interview de 1969 paru dans la New Left Review), reproduit dans Situations IX.
- Intervention à la conférence de presse du comité, le 27 janvier 1970, repris dans Situations VIII.
- Le peuple brésilien sous le feu croisé des bourgeois, Témoignage chrétien, 29 janvier, repris dans Situations IX (2024) et Situations VIII (1971).
- « M. Jean-Paul Sartre prend la direction de La Cause du Peuple », Le Monde, 28-29 avril.
- Lettre sur les raisons de prendre la direction-gérance de La Cause du peuple, no 20, 1er mai.
- Une déclaration de M. Jean-Paul Sartre, Le Monde, 17-18 mai.
- Jean-Paul Sartre fait parler « les casseurs », Le Nouvel observateur, no 288, 18 mai.
- « M. Jean-Paul Sartre et La Cause du Peuple », Le Monde, 19 mai.
- Toute la vérité, Le Monde, 27 mai, repris dans Situations VIII.
- « Le tiers monde commence en banlieue », Tricontinental, juillet, repris dans Situations VIII.
- « Le système capitaliste ne peut plus se maintenir sans une répression », interview de Jean-Marie Borzeix, Combat, 9 juillet.
- « L'Ami du peuple », L'idiot international, septembre, repris dans Situations VIII.
- « Sartre on Mexico », interview, The Spokesman, octobre, no. 6.
- « Coexistences », texte pour l'exposition de Paul Rebeyrolle à la Galerie Maeght, Derrière le miroir, no 187, octobre, repris dans Situations IX.
- « Intellectuels et ouvriers doivent s'unir », La Cause du peuple – J'accuse, no 0, 1er novembre.
- « Jean-Paul Sartre à Renault-Billancourt », L'idiot international, novembre, no. 11.
- Les garanties bourgeoises, Le Nouvel observateur, no 313, 9 novembre, préface des Minutes du procès d'Alain Geismar, Éditions Hallier, Paris, 1970, repris sous le titre « L'Affaire Geismar » dans Situations VIII.
- « Aktion statt Druckerschwärze », interview de Alice Schwarzer, Neues Forum, Vienne, no. 2-3/II, novembre.
- « Jean-Paul Sartre lance un appel à la « justice populaire » contre les Houillères du Nord », Le Monde, 12-14 décembre.
- « Kein Erbarmen mit den Linken », interview par Alice Schwarzer, Pardon, Francfort.
- « Bürgerkrieg in Frankreich. Interview mit J.-P. Sartre und A. Glucksmann », Hessischer Rundfunk, Francfort.

## 1971
- L'Idiot de la famille, tome I et II.
- Préface de Le Procès de Burgos de Gisèle Halimi, Éditions Gallimard, 1971, repris sous le titre « Le Procès de Burgos » dans Situations X.
- « Ein Betriedstribunal », interview de Claude Kiejman, in Jean-Paul Sartre, Der Intellektuelle und die Revolution, Luchterhand

- « La justice populaire », J'accuse, no. 1, 15 janvier.
- « Entretien avec... Jean-Paul Sartre », interview de Yvon Toussaint, Le Soir, Bruxelles, 26 janvier.
- « Conversacion con un militante llamado Jean-Paul Sartre », interview de Claude Kiejman et Waksman Schinca, Marcha, Montevideo, 12 février.
- Violence et grève de la faim, J'accuse, no. 2, 15 février.
- Conférence de presse sur l'occupation du Sacré-Cœur, extraits dans Le Monde et La Croix, 17 février.
- Portes ouvertes à l’Élysée : les conclusions de Jean-Paul Sartre, J'accuse, no. 3, 15 mars.
- « J'accuse et la politique », J'accuse, no. 5, 1er mai.
- « Sartre discusses Quebec », interview, Guardian, New York, 19 mai.
- Coup de tonnerre en Europe, Le Nouvel observateur, no 341, 24 mai, première pages de la préface à Le procès de Burgos de Gisèle Halimi, repris dans Situations X.
- Débat sur Le Chagrin et la pitié, La Cause du peuple - J'accuse, no. 2, 31 mai.
- « Sur L'Idiot de la famille », interview de Michel Contat et Michel Rybalka, Le Monde, 14 mai, repris dans Situations X.
- Communiqué, Le Monde, 4 juin.
- Jean-Paul Sartre répond à M. Roland Boscary-Monsservin, député républicain indépendant, à propos des tribunaux populaires (à propos des tribunaux populaires), La Cause du peuple – J'accuse, no 4, 13 juin.
- « Jean-Paul Sartre : Venez tous le 27 juin faire le procès de la police française », appel,  Cause du peuple – J'accuse, no 5, 21 juin.
- Nous portons plainte contre la police, manifeste, La Cause du peuple – J'accuse, numéro spécial flics, 3 juin.
- Pourquoi un tribunal populaire contre la police, interview, La Cause du peuple – J'accuse, no 6, 28 juin.
- « Iron in his Soul », interview de John Gerassi, The Guardian, Manchester, 4 septembre.
- La Semence et le Scaphandrier (1923), Magazine Littéraire, décembre, reproduit dans Écrits de jeunesse.

## 1972
- L'Idiot de la famille, tome III.
- Situations VIII.
- Situations IX.
- Plaidoyer pour les intellectuels.
- « Premier procès populaire à Lens », repris dans Situations VIII.
- Liebe Genossen !, préface, "SPK - Aus der Krankheit eine Waffe machen", Munich, Trikont, 17 avril.
- Déclaration de Jean-Paul Sartre à la conférence de presse du comité vérité Toul, mercredi 5 janvier, La Cause du peuple – J'accuse, no 15, 7 janvier.
- Les Maos en France, repris dans Situations X.
- Justice et État, repris dans Situations X.
- « Nous avons vu le fascisme au cœur de la Régie... », La Cause du peuple - J'accuse,  no. 18, 17 février.
- Dissolution de la « volante », halte aux licenciements et aux meurtres fascistes, appel de J. P. Sartre, Maurice Clavel, La Cause du peuple – J'accuse, no 19, 3 mars.
- Lynchage ou justice populaire ?, La Cause du peuple – J'accuse, no 24, 17 mai.
- Un débat entre M. Jean-Paul Sartre et « La Cause du peuple », Le Monde, 26 mai.
- « Die Werksbullen haben une verprügelt », Der Spiegel, 19 juin.
- Ouverture d'un débat sur La Cause du peuple, La Cause du peuple – J'accuse, no 25, 21 juin.
- Jean-Paul Sartre : à propos de Munich, La Cause du peuple – J'accuse, no 29, 15 octobre.
- Nous accusons le Président de la République, La Cause du peuple – J'accuse, numéro spécial, 20 octobre.
- « Je ne suis plus réaliste », interview de Pierre Verstraeten, Gulliver, no. 1, novembre.
- « What's Jean-Paul Sartre thinking lately ? », Esquire,
- Le nouveau racisme, appel, Le Nouvel observateur, no 423, 18 décembre.
- Sartre interview Aranda, La Cause du peuple – J'accuse, no 36, 22 décembre.

## 1973
- Un théâtre de situations. Avec un texte inédit : 
  - Le style dramatique (1944).
- Soggetività e marxismo (1961), Aut, Aut, Milan, en français sous le titre Qu'est-ce que la subjectivité ?, Les Prairies Ordinaires, 2013.
- « Préface » à Olivier Todd, Une demi-campagne, 10/18.
- « Élections, piège à cons », Les Temps Modernes, no 318, janvier, repris dans Situations X.
- « Où commence le viol ? », Libération, 15 janvier.
- « Nous accusons », Le Monde, 21-22 janvier.
- Interview sur France culture le 7 février, in Jacques Chancel, Radioscopie, volume 3.
- « Sartre parle des maos », interview par Michel-Antoine Burnier, Actuel, février.
- « Volksfront nicht besser als Gaullisten », Der Spiegel, 12 février.
- « À propos de la justice populaire », Pro Justicia, no. 2.
- « Sartre on Amnesty », New York Review of Books, 19 avril.
- « Entretien avec Francis Jeanson », reproduit dans Francis Jeanson, Sartre dans sa vie, Seuil, 1974.
- « Entretien téléphonique, le 26 octobre 1973, au moment de la guerre de Kippour », Al Hamishmar (Israël), reproduit dans Ely Ben Gal (1992).
- « Cette guerre ne peut que contrarier l'évolution du Moyen-Orient vers le socialisme », Libération, 29 octobre.

## 1974
- On a raison de se révolter avec Pierre Victor et Philippe Gavi.
- « ... durchaus zu kritisieren », Kursbuch no. 35.
- « Les élections, l'Union de la gauche, la nouvelle Gauche », Libération, 13 avril.
- « Discussion entre Sartre, Marcuse, Gavi et Victor », Libération, 7 juin.
- « Schreckliche Situation », interview de Alice Schwarzer, Der Spiegel, 2 décembre.
- « La mort lente d'Andreas Baader », Libération, 7 décembre.

## 1975
- « Autoportrait à 70 ans », propos recueillis par Michel Contat, Le Nouvel observateur, no 554, 555, 556, 23, 30 janvier, 7 février, repris dans Situations X.
- « Simone de Beauvoir interroge Jean-Paul Sartre », L'Arc, no. 61, repris dans Situations X.
- « Sartre et le Portugal », Libération, 22-26 avril.
- « Le Tribunal Russel et la guerre », Le Monde, 10 mai.
- « Lettre de Sartre à Kosik », Le Monde, 29-30 juin.
- Interview for ABC, émission pour la télévision australienne, repris dans Max Charlesworth, The Existentialists and Jean-Paul Sartre, Prior, Londres, 1976.
- « Sartre parle de l'Espagne », Libération, 28 octobre.
- « Terrorism can be justified », Newsweek édition européenne, 10 novembre.

## 1976
- Situations X.
- « Non fate il processo a Pasolini », Corriere delle Sera, 14 mars.
- « Pour les rencontres de Pentecôte au Larzac : Jean-Paul Sartre : "Je voulais savoir comment votre liberté pouvait s'opposer au pouvoir" », Libération, 5, 6 et 7 juin.
- « Travail. Une opération vérité, appel », Le Nouvel observateur, no 604, 7 juin.
- « Sartre et l'argent » (1972), Une semaine de Paris/Pariscope, 20-26 octobre.
- « Sartre parle de Flaubert » interview par Michel Sicard, Le Magazine littéraire, novembre.
- « Lettre de soutien de Jean-Paul Sartre », Libération, 12 novembre.
- « L'honneur qui me vient de Jérusalem », Tribune juive, Paris, 28 novembre.

## 1977
- Sartre, texte intégral du film réalisé par Alexandre Astruc et Michel Contat, Gallimard.
- « Pouvoir et liberté : actualité de Sartre », dialogue avec Pierre Victor, Libération, 6 janvier.
- « Les militants socialistes et la construction de l'Europe », Le Monde, 10 février.
- « Sartre et les femmes », entretien avec Catherine Chaine, Le Nouvel Observateur, no 638 et 639, 31 janvier et 7 février.
- « La musique nous donne une possibilité de capter le monde tel qu'il fut », Le Monde, 28 juillet.
- « Libertà e potere non vanno in coppia », Lotta Continua, 9 septembre.
- « À mes amis israéliens », Le Monde, 4-5 décembre.
- « Interview with Sartre », interview par Leo Fretz, De Gids, Amsterdam, no. 4-5, repris dans Hugh Silverman et Frederick Elliston (éds.), Jean-Paul Sartre : Contemporary Approchaches to His Philosophy, Duquesne University Press, 1980.

## 1978
- « Conversación con Jean-Paul Sartre », interview de Juan Goytisolo, El Pais, 11 juin.

## 1979
- « Entretien avec Jean-Paul Sartre et Simone de Beauvoir », par Michel Sicard, Obliques 18-19.
- « Entretien avec Sartre », par Bernard Dort, Revue Travail Théâtral (Lausanne), no 32-33, décembre, repris dans TM, no 531-533, 1990.
- « Man muss für sich selbst und für die anderen leben », interview par Rupert Neudeck, Merkur, décembre.
- « Germany Yesterday and Today: a Discussion with Jean-Paul Sartre, Alice Schwarzer, and Daniel Cohn Bendit », Telos.
- « Umanesimo e violenza », interview par Maria Antonietta Macciocchi, L'Europeo, octobre-novembre.
- « La Gauche, le désespoir et l'espoir », Le Matin, 10, 11 novembre.
- « Comment Sartre voit le journalisme aujourd'hui », discussion avec François-Marie Samuelson, Les Nouvelles Littéraires, 15 novembre.

## 1980
- Avis aux lecteurs, à propos de Serge Thion, Les Temps Modernes, mars, no 404.
- L'espoir, maintenant..., entretiens avec Benny Lévy, Le Nouvel observateur, no 800. 801, 802, 10, 17, 24 mars.
- « Sur l'enseignement de la philosophie », Cahiers philosophiques, no. 6, avril. Repris sous le titre « Ce qui est intéressant, ce n'est pas ce qui est passé mais ce qui va venir » in Gérard Wormser (éd.), Sartre : du mythe à l'histoire, 2005.
- Sartre no Brasil a Conferência de Araraquara (1960), Paz e Terra, São Paulo.
- « Entretien avec Jean-Paul Sartre », L'Arc, mai.
- « Jean-Paul Sartre et les homosexuels », Le Gai Pied.

## 1981
- « Entretien de Simone de Beauvoir avec Jean-Paul Sartre » in Simone de Beauvoir, La Cérémonie des adieux, Gallimard.
- Saint Marx et son double (1961), Obliques, no. 24/25.
- « Penser l'art. Entretien », avec Michel Sicard, Obliques, no. 24/25.
- « Questions sur la musique moderne. Entretien avec Jean-Yves Bosseur et Michel Sicard », Obliques, no. 24/25.
- « The interview » avec Michel Rybalka, Oreste Pucciani et S. Guenheck (1976) in Paul Arthur Schilpp (éd.), The Philosophy of Jean-Paul Sartre, Open Court.

## 1982
- Œuvres romanesques (La Pléiade). Avec les textes suivants qui sont publiés pour la première fois :
  - Dépaysement (1936).
  - Lettres entre Sartre et Brice Parain à propos de La Nausée (1937).
  - La Dernière Chance (1949).
- Journal de Mathieu, Les Temps Modernes, septembre, no 434, repris dans l'édition pléiade des Œuvres romanesques.
- Lettres à Simone Jollivet, Les Temps Modernes, novembre, no 436.
- « Anarchie et morale (Entretien) » (1979), avec Raúl Fornet-Betancourt, Mario Casañas, Alfredo Gómez-Muller, Concordia, no. 1.

## 1983
- Lettres au Castor et à quelques autres, tome I et II.
- Cahiers pour une morale.
- Premières lettres de guerre à Simone de Beauvoir, Les Temps Modernes, février, mars, juin, no 439, 440, 443, reprise dans Lettres au Castor et à quelques autres.

## 1984
- Le Scénario Freud.
- « Pourquoi des philosophes ? », Le Débat, Gallimard, no 29, juin.

## 1985
- Critique de la raison dialectique II : L'intelligibilité de l'histoire.
- La lutte est-elle intelligible ?, Les Temps Modernes, no 471, octobre.
- Merleau-Ponty (1961), première version de Merleau-Ponty vivant (1961), Revue Internationale de philosophie, 152-153.

## 1989
- Vérité et Existence.

## 1990
- Écrits de jeunesse, Gallimard, Paris. Avec les textes suivants qui sont publiés pour la première fois :
  - Complainte de deux kâgneux qui travaillent fort, avec Paul Nizan, (1922).
  - La Belle et la Bête (1922).
  - Fragments sur le jazz (1922).
  - Saturnin Picquot (1922).
  - Anatole France - le Conducteur (1923).
  - Nelly ou De l'inconvénient des Proverbes (1924).
  - Andrée (1924).
  - Carnet Midy (1924).
  - Apologie du cinéma : Défense et illustration d'un Art international (1924).
  - Les Maranes, avec Paul Nizan et René Maheu, (1926).
  - Pour les 21 ans d'Ugène mélancolique, avec Paul Nizan, René Maheu et Pierre Guille, (1926).
  - Ho hé ho (je suis un petit garçon qui ne veut pas grandir) (1926).
  - Une défaite (1926).
  - Er l'Arménien (1927).
- Lettres à Wanda, Les Temps Modernes, no 531-533, vol. 2, octobre.

## 1991
- L’Espoir maintenant, Les entretiens de 1980, avec Benny Lévy, Verdier.
- La Reine Albemarle ou le dernier touriste, Gallimard.
- Kennedy and West Virginia, extraits de Morale et histoire (2005), Ronald Aronson et Adrian van den Hoven éd., Sartre Alive, Wayne State University Press.

## 1992
- Ely Ben Gal, Mardi chez Sartre. Un Hébreu à Paris. 1967-1980, Flammarion :
  - « Conférence de presse de Jean-Paul Sartre à Tel-Aviv, 29 mars 1967 ».
  - « Sartre sur la gauche israélienne » (1968).
  - « Discours de Jean-Paul Sartre à la Mutualité, le 7 janvier 1971 ».
  - « Sartre, les juifs, Israël et le judaïsme » (1972).
  - « Discours de Sartre à l'ambassade d'Israël pour l'acceptation de son diplôme de docteur honoris causa de l'université hébraïque de Jérusalem, 7 novembre 1976 »
  - « Entretiens Jean-Paul Sartre - Arlette Elkaïm-Sartre - Benny Lévy » (1978), texte refusé par Le Nouvel Observateur.
  - « Déclaration commune Jean-Paul Sartre - Benny Lévy » (1978), texte refusé par Le Nouvel Observateur.

## 1993
- La conférence de Rome, 1961 : Marxisme et subjectivité, Les Temps Modernes, no 560, mars, reprise dans Qu'est-ce que la subjectivité ?, éditions Les Prairies Ordinaires, octobre 2013.

## 1995
- Carnets de la drôle de guerre.

## 1998
- La responsabilité de l'écrivain (1946), conférence, Verdier, Paris.
- Réflexions sur la question juive (1946), conférence, Les cahiers du judaïsme, no. 3.

## 2000
- Résistance (1943), Les Temps Modernes, no 609, juin-juillet-août.

## 2001
- Fragments posthumes de La Légende de la vérité (1931?), in Écrits posthumes de Sartre II, éd. Juliette Simont, Vrin - Annales de l’institut de philosophie de l’université de Bruxelles, Paris.
- Carnet Dupuis (1932?), in  Etudes sartriennes, n° 8, Publidix, Presse Universitaire de Paris, 10.

## 2005
- Théâtre complet (La Pléiade). Avec les textes suivants qui sont publiés pour la première fois : 
  - Des Hommes-théâtre si l'on veut (1941-44?).
  - Lettre à Jean-Louis Barrault (1942).
  - La Part du feu (1954).
- « Je connais ma naissance et je sens ma destinée » - une scène écartée du Diable et le Bon Dieu, Revue Internationale de Philosophie, no. 231, 2005/1.
- Les Temps Modernes, Notre Sartre, no 632-633-634, juillet-octobre, avec plusieurs textes inédits : 
  - Morale et Histoire (1964).
  - Fragments de Joseph Le Bon (1955).
  - « On naît plusieurs Socrate, on meurt seul » (1967), interview avec Claude Lanzmann.
  - « On peut dire qu'il y a, là, violation des droits de l'homme » (1974).
- Esquisse pour la Critique de la raison dialectique, Études Sartriennes, no. 10, Éditions Ousia, Paris.
- Sartre inédit, Entretien et témoignages (1967), DVD, Madeleine Gobeil et Claude Lanzmann, BNF, Paris.

## 2006
- Caractères. Quelques feuillets inédits du scénario Joseph Le Bon (1955), Études Sartriennes, no. 11, Éditions Ousia, Paris.

## 2007
- Typhus (1943).
- Pour une psychologie de l'homme féodal. L'amour courtois, Les Temps Modernes, no 645, septembre-décembre.

## 2008
- Ouragan sur le sucre II (appendice), Les Temps Modernes, no 649, avril.
- Mai-juin 1789. Manuscrit sur la naissance de l'Assemblée nationale (1950?), in Études sartriennes, no. 12, Éditions Ousia, Paris.
- Liberté-Égalité (1951), in Études sartriennes, no. 12, Éditions Ousia, Paris.

## 2010
- Les Mots et autres écrits autobiographiques (La Pléiade).
- « Je ne suis plus réaliste », entretien inédit avec Pierre Verstraeten, in Études sartriennes, no. 14, Éditions Ousia, Paris.

## 2011
- John Gerassi, Entretiens avec Sartre, Seuil.
- Entretien inédit sur le référendum de 1969 in Études sartriennes, no. 15, Éditions Ousia, Paris.

## 2012
- « La technique du roman et les grands courants de la pensée contemporaine »,  conférences de la Lyre havraise, novembre 1932-mars 1933, in Études sartriennes, no. 16, Éditions Ousia, Paris.

## 2015
- « Les racines de l’éthique », conférence à l’Institut Gramsci, mai 1964, in Études sartriennes, no. 19, Éditions Ousia, Paris.

## 2016
- « Empédocle », un inédit de jeunesse (1924-1928), in Études sartriennes, Classiques Garnier, n° 20, pp. 27 à 50.

## 2018
- L'Image dans la vie psychologique : rôle et nature, le mémoire de fin d'étude (1927), in Études sartriennes, Classiques Garnier, n° 22, pp. 43 à 246.

## Adaptations au cinéma
- 1947 : Les jeux sont faits, de Jean Delannoy.
- 1953 : Les Orgueilleux, de Yves Allégret à partir du scénario Typhus.
- 1962 : Les Séquestrés d'Altona (I sequestrati di Altona), de Vittorio De Sica.

## Chanson
- Dans la rue des Blancs-Manteaux avec la musique de Joseph Kosma dont l'interprétation la plus célèbre est celle de Juliette Gréco.